# Ярунь (Житомирская область)
Я́рунь (укр. Ярунь) — село на Украине, основано в 1540 году, находится в Звягельском районе Житомирской области.
Население по переписи 2016 года составляет 3478 человек. Почтовый индекс — 11762. Телефонный код — 4141. Занимает площадь 6,543 км².

## Адрес местного совета
11762, Житомирская область, Звягельский р-н, с. Ярунь, ул. Мира, 13